# Antoine de Laroque
Pour les articles homonymes, voir Laroque.

François-Bernard Lépicié d'apres Antoine Watteau, Antoine de Laroque, gravure dans la Recueil Jullienne, vers 1735

Antoine de Laroque ou Antoine La Roque, né à Marseille en 1672 et mort à Paris le 3 octobre 1744, est un librettiste français.

## Biographie
Laroque avait été gendarme de la Garde du Roi. Un boulet de canon lui ayant fracassé la jambe à la bataille de Malplaquet, on fut obligé de la lui couper au-dessus du genou. Il quitte le service avec la croix de Chevalier de l’ordre de Saint-Louis et une pension de Louis XIV.
Il reprit, en 1721, le privilège du Mercure de France, auquel participa également son frère Jean de Laroque, et le perfectionna, le rédigeant conjointement avec Fuzelier et Dufresny, depuis juin 1721 jusqu’au 31 octobre 1744. À la mort de Dufresny, en octobre 1724, Laroque resta seul chargé de la direction, d’Antoine, y participa aussi.
On lui doit également un opéra, Théoné (tragédie lyrique en 5 actes, Paris, Ribou, 1715). L’abbé Pellegrin a donné au théâtre, sous le nom de Laroque, sa tragédie Médée et Jason, laquelle a même été imprimée plusieurs fois sous son nom de 1716 jusqu’à 1760.
Antoine de Laroque est également connu pour avoir été un grand collectionneur notamment de tableaux. En 1745, Gersaint le célèbre marchand de tableaux du pont Notre-Dame, rédige un catalogue du cabinet du chevalier de Laroque. Parmi les 300 tableaux de sa collection on peut noter : la fuite en Égypte par Paul Véronèse, un saint Georges par Rubens, des buveurs et des priseurs par Terburg, une dame par Gérard Nesscher, Bethsabée sortant du bain par le Poussin, deux paysages de Claude Lorrain, trois tableaux de Wouwerman, deux tableaux de Antoine Watteau, dix tableaux de Chardin, etc. Tous ces tableaux seront vendus à un prix modeste, eu égard probablement aux désastres de la France.

## Source
- Antoine de Léris, Dictionnaire portatif, historique et littéraire des théâtres, Paris, C. A. Jombert, p. 611-2.
- Joseph-Marie Quérard, La France littéraire, t. 4, Paris, Firmin Didot, 1830, p. 570.
- Margaret Morgan Grasselli, Pierre Rosenberg et Nicole Paramantier, Watteau, 1684-1721 : National Gallery of Art, Washington, 17 juin-23 septembre 1984, Galeries nationales du Grand Palais, Paris, 23 octobre 1984-28 janvier 1985, Château de Charlottenbourg, Berlin, 22 février-26 mai 1985, Paris, Éditions de la Réunion des musées nationaux, 1984, 583 p. (ISBN 2-7118-0281-7, OCLC 489647778)
- Hélène Guicharnaud, « La Roque, Chevalier Antoine de », dans The Dictionary of Art, vol. 18 : Kettle to Leathart, New York, Grove's Dictionaries, 1996, XIII, 910 (ISBN 1-884446-00-0, OCLC 1033666240, lire en ligne), p. 796
- Pierre Rival, Pour l'honneur d'une belle : les chroniques indiscrètes d'Antoine de Laroque, chevalier journaliste, Paris, Flammarion, 2006, 344 p. (ISBN 2-08-068860-X, LCCN 2006501806, lire en ligne)